# Who Are You (chanson)
Pour l’article homonyme, voir Who Are You.
Who Are You est un single des Who issu de l'album Who Are You, paru en 1978. Il parut comme un single avec double face A, avec la composition de John Entwistle Had Enough sur l'autre face.

## Commentaires et genèse
Les paroles sont introspectives et inventives, démontrant une fois de plus le talent de Pete Townshend dans le domaine. 
Il existe diverses interprétations de cette chanson. La plus connue (et l'hypothèse la plus probable, car confirmée par l'auteur lui-même) concerne la rencontre de Townshend avec les membres des Sex Pistols, Paul Cook et Steve Jones, dans un bar londonien. Townshend, en proie à un alcoolisme galopant, n'avait même pas reconnu ses interlocuteurs. Il se réveilla ensuite dans la rue, et fut surpris par un policier. Heureusement pour le guitariste, le "policeman" était un admirateur des Who et le laissa rentrer chez lui. Une fois rentré chez lui, il rencontra sa femme, qui l'attendait, un rouleau à pâtisserie à la main, mais était trop épuisée pour s'en servir.
La lecture des paroles, plutôt intimistes, par le chanteur Roger Daltrey changent l'atmosphère de la chanson. On entend notamment Daltrey pousser le juron fuck plusieurs fois lors du refrain.
La chanson sert de générique à la série américaine Les Experts (et sa suite CSI: Vegas) mais aussi à l'émission Mask Singer.